# Аї-Шампань
Аї-Шампань (фр. Aÿ-Champagne) — муніципалітет у Франції, у регіоні Гранд-Ест, департамент Марна. Аї-Шампань утворено 1 січня 2016 року шляхом злиття муніципалітетів Аї, Біссей i Марей-сюр-І. Адміністративним центром муніципалітету є Аї. Населення — 5197 осіб (01.01.2021).